# Pontoise-lès-Noyon
Pontoise-lès-Noyon är en kommun i departementet Oise i regionen Hauts-de-France i norra Frankrike. Kommunen ligger i kantonen Noyon som tillhör arrondissementet Compiègne. År 2022 hade Pontoise-lès-Noyon 438 invånare.

## Befolkningsutveckling
Antalet invånare i kommunen Pontoise-lès-Noyon
| Referens: INSEE |